# Скуман, Роланд
Роланд Марк Скуман (англ. Roland Mark Schoeman; род. 3 июля 1980, Претория) — южноафриканский пловец, специализирующийся в плавании вольным стилем и баттерфляем. Член сборной команды ЮАР на Олимпийских играх в Сиднее, Афинах, Пекине и Лондоне.

## Карьера
Родился в Претории. Стал интересоваться спортом в 13 лет. Спустя 3 года, ради своей возлюбленной, он начинает серьёзно заниматься плаванием, что считается уже довольно поздно. Это положило начало карьере, которая принесла ему золото в мужской эстафете, серебряную и бронзовую медали в личных состязаниях на Олимпийских играх в Афинах, а также три золотых, одну серебряную и бронзовую медали чемпионата мира. На Играх Содружества Скуман завоевал четыре золотых, пять серебряных и три бронзовых медали. Он установил новые южноафриканские рекорды на дистанциях 100 м вольный стиль (48,69 с), 50 м вольный стиль (22,04 с), 100 м баттерфляй (52,73 с) и 50 м баттерфляй (23,65 с).
Количество наград за карьеру:
- Олимпийские игры — 3 (1+1+1)
- Чемпионаты мира — 5 (3+1+1)
- Тихоокеанские чемпионаты[англ.] — 4 (0+1+3)
- Игры Содружества — 12 (4+5+3)

На чемпионате мира в Монреале он выиграл две золотые медали: 50 м баттерфляй (22,96 с — мировой рекорд) и 50 м вольный стиль (21,69 с — рекорд чемпионатов мира), а также выиграл серебро на дистанции 100 м вольным стилем.
На чемпионате мира в Мельбурне успешно защитил свой титул чемпиона на 50-метровой дистанции баттерфляем. Также вышел в финал на 50 и 100 м вольным стилем и был в составе команды эстафеты 4×100 м, которая заняла четвёртое место.
6 сентября 2008 года установил новый мировой рекорд на короткой воде (25 м) с результатом 20,64 с. В конце 2008 года мировой рекорд Скумана был побит, но в августе 2009 года Роланд вновь установил мировой рекорд на Южно-Африканском чемпионате по короткой воде — 20,30 с. В 2014 году Флоран Маноду установил новый рекорд мира: 20,26 с. Действующий рекордсмен на этой дистанции Калеб Дрессел с результатом: 20,16 установленный 21 ноября 2020 года на ISL.
На Олимпийских играх в Лондоне, в возрасте 32 лет, вышел в финал на дистанции 50 м вольным стилем. Финишировал на шестом месте с временем 21,80.
В 2016 году не прошёл квалификацию на Олимпийские игры, ставшие бы пятыми в его карьере.

## Награды
В 2004 году был введён в Зал спортивной славы Университета Претории.